# Джуро Курепа
Джуро Курепа (серб. Ђуро Курепа; *16 серпня 1907, Майське Поляне — †2 листопада 1993, Белград) — югославський математик. За життя Курепа опублікував більше 700 статей, книг, паперів і оглядів.